# 熊内橋通
熊内橋通（くもちばしどおり）は兵庫県神戸市中央区の町名。現行行政地名は熊内橋通一丁目から熊内橋通七丁目。郵便番号は651-0055。

## 地理
旧・葺合区中部北側に位置する。商業・住宅地域。東は北から順に坂口通、宮本通、南は旗塚通、西は生田川を挟み生田町、北は熊内町。東西に長く、東から順に一～七丁目が置かれる。

### 地価
住宅地の地価は、2014年（平成26年）1月1日の公示地価によれば、熊内橋通3-2-5の地点で22万4000円/m2となっている。

## 歴史
明治36年（1903年）に道路が完成した際に、神戸市葺合町から生田川に架かっていた熊内橋に因んで葺合熊内橋通として成立。区制施行まで「葺合」を冠称。熊内橋は今日では布引橋に架け換わっている。最初二～七丁目。大正5年に一丁目が設置された。
昭和6年（1931年）より葺合区、昭和55年（1980年）より中央区に所属。
- 大正元年（1912年）、神戸電気鉄道（後の神戸市電）布引線開通、布引車庫設置。
- 大正5年（1916年）、葺合町の一部を編入。

## 経済

### 産業
企業
- 加美乃素本舗

## 人口統計
- 平成17年国勢調査（2005年10月1日現在）での世帯数801、人口1,599、うち男性722人、女性877人[2]。
- 昭和63年（1988年）の世帯数791・人口1,976[3]。
- 昭和35年（1960年）の世帯数690・人口2,451[3]。
- 大正9年（1920年）の世帯数679・人口379[3]。
- 明治42年（1909年）の戸数99・人口379[3]。